# Кубок Болгарії з футболу 2021—2022
Кубок Болгарії з футболу 2021–2022 — 82-й розіграш кубкового футбольного турніру в Болгарії. Переможець попереднього розіграшу ЦСКА (Софія) поступилася у фіналі Левські (Софія).

## Календар
| Раунд            | Дата                          | Матчі | Клуби   |
| ---------------- | ----------------------------- | ----- | ------- |
| Попередній раунд | 4-9 вересня 2021              | 15    | 47 → 32 |
| Перший раунд     | 21 вересня - 8 жовтня 2021    | 16    | 32 → 16 |
| 1/8 фіналу       | 26 жовтня - 17 листопада 2021 | 8     | 16 → 8  |
| 1/4 фіналу       | 1 березня 2022                | 4     | 8 → 4   |
| 1/2 фіналу       | 12-22 квітня 2022             | 4     | 4 → 2   |
| Фінал            | 15 травня 2022                | 1     | 2 → 1   |

## Перший раунд
| Команда 1                         | Рахунок | Команда 2               |
| --------------------------------- | ------- | ----------------------- |
| 21 вересня 2021                   |         |                         |
| Родопа (3)                        | 0:4     | Локомотив (Пловдив)     |
| Ямбол (3)                         | 0:3     | Арда (Кирджалі)         |
| Розова долина (3)                 | 0:6     | Бероє                   |
| Левські (Крумовград) (3)          | 1:0 дч  | Царско Село (Софія)     |
| Монтана (2)                       | 1:0     | ЦСКА 1948 (Софія)       |
| Етар (2)                          | 1:0 дч  | Ботев (Пловдив)         |
| 22 вересня 2021                   |         |                         |
| Марек (Дупниця) (2)               | 0:2     | Левські (Софія)         |
| Хебир (2)                         | 0:3     | ЦСКА (Софія)            |
| Банско (3)                        | 1:2     | Пирин (Благоєвград)     |
| Спортіст (Своге) (2)              | 0:1     | Септемврі (Софія) (2)   |
| Септемврі (Тервел) (3)            | 0:1     | Септемврі (Симитлі) (2) |
| 23 вересня 2021                   |         |                         |
| Міньор (Перник) (2)               | 0:2     | Черно море              |
| Спартак (Варна)) (2)              | 0:1     | Лудогорець              |
| Мариця (Пловдив) (2)              | 1:3     | Славія                  |
| Локомотив (Горішня Оряховиця) (3) | 3:2     | Ботев (Враца)           |
| 8 жовтня 2021                     |         |                         |
| Левські (Лом) (2)                 | 0:1     | Локомотив (Софія)       |

## 1/8 фіналу
| Команда 1                | Рахунок      | Команда 2                         |
| ------------------------ | ------------ | --------------------------------- |
| 26 жовтня 2021           |              |                                   |
| Локомотив (Софія)        | 0:2          | Локомотив (Пловдив)               |
| Левські (Софія)          | 7:0          | Септемврі (Симитлі) (2)           |
| 27 жовтня 2021           |              |                                   |
| Славія                   | 1:0          | Пирин (Благоєвград)               |
| Бероє                    | 1:0          | Черно море                        |
| 28 жовтня 2021           |              |                                   |
| Септемврі (Софія) (2)    | 4:1          | Етар (2)                          |
| Лудогорець               | 3:1          | Локомотив (Горішня Оряховиця) (3) |
| ЦСКА (Софія)             | 2:0          | Арда (Кирджалі)                   |
| 17 листопада 2021        |              |                                   |
| Левські (Крумовград) (3) | 2:2 пен. 1:3 | Монтана (2)                       |

## 1/4 фіналу
| Команда 1             | Рахунок | Команда 2           |
| --------------------- | ------- | ------------------- |
| 1 березня 2022        |         |                     |
| ЦСКА (Софія)          | 2:0     | Локомотив (Пловдив) |
| 2 березня 2022        |         |                     |
| Септемврі (Софія) (2) | 0:2     | Левські (Софія)     |
| Монтана (2)           | 0:5     | Лудогорець          |
| 3 березня 2022        |         |                     |
| Славія                | 2:1     | Бероє               |

## 1/2 фіналу
| Команда 1         | Заг.         | Команда 2       | 1-й матч | 2-й матч |
| ----------------- | ------------ | --------------- | -------- | -------- |
| 12/21 квітня 2022 |              |                 |          |          |
| Славія            | 2:2 пен. 6:7 | ЦСКА (Софія)    | 0:2      | 2:0      |
| 13/22 квітня 2022 |              |                 |          |          |
| Лудогорець        | 2:4          | Левські (Софія) | 2:3      | 0:1      |

## Фінал
| 15 травня 2022 17:00 (EEST) |

| ЦСКА (Софія) | 0:1      | Левські (Софія) |
| ------------ | -------- | --------------- |
|              | Протокол | Стефанов 57'    |

| Васил Левський, Софія Глядачів: 35 000 Арбітр: Нікола Попов (Софія) |